# Stomorhina cervina
Stomorhina cervina är en tvåvingeart som först beskrevs av Osten Sacken 1881.  Stomorhina cervina ingår i släktet Stomorhina och familjen Rhiniidae. Inga underarter finns listade i Catalogue of Life.